# Ivan Panaïev
Ivan Ivanovitch Panaïev (en russe : Иван Иванович Панаев), né le 15 mars 1812 (27 mars dans le calendrier grégorien) à Saint-Pétersbourg et mort le 18 février 1862 (2 mars dans le calendrier grégorien) dans la même ville, est un écrivain, critique littéraire et journaliste russe. 

## Biographie
Panaïev naquit dans une famille de l'aristocratie. Il était le neveu de Vladimir Panaïev. Il fit ses études à Saint-Pétersbourg à la pension noble et fit paraître ses œuvres et ses critiques à partir de 1834. Il épousa Avdotia Panaïeva, née Brianskaïa, (1820-1893) en 1845, auteur prolifique de romans sous le pseudonyme de Stanitsky et mémorialiste.

## Œuvre
Panaïev publia ses premières nouvelles en 1834. Il se rendait souvent à cette époque à Moscou où il entra dans les cercles occidentalistes de Vissarion Belinski qui à l'invitation de Kraïevsky dirigeait à Saint-Pétersbourg la critique littéraire du célèbre mensuel Les Annales de la Patrie. Alors qu'il avait été influencé au départ par le style un tant soit peu mélodramatique d'Alexandre Bestoujev, Panaïev, sous la conduite de Biélinski, se laisse gagner par une écriture plus réaliste (Un homme merveilleux 1840), mais il lui fut reproché de se noyer dans les détails.
Il commence véritablement sa carrière d'auteur à succès avec Fils à maman (1845), La Parentèle (1847), Les Lions de province (roman important paru en 1852), Les Fats (décrivant des petits-maîtres orgueilleux de l'aristocratie de province, 1856), Le Neveu d'un millionnaire (Souvenirs autobiographiques, 1858).
Il aimait décrire le tempérament fort des femmes russes, aussi bien des aristocrates de province que des femmes de marchands, usant de leur influence sur leur mari et dirigeant leurs fils ou peindre, non sans humour, la fatuité des jeunes gens à la mode. 
L'histoire littéraire retient aujourd'hui de Panaïev la place qu'il occupa en tant que journaliste : à partir de 1847, il relève Le Contemporain avec Nikolaï Nekrassov, qui participa aux grands débats de la société de l'époque et y publie des feuilletons satiriques sous le pseudonyme du Nouveau poète. Ils sont critiques au début, puis décrivent avec humour la vie de la société pétersbourgeoise.